# Blues ibo
Joué essentiellement dans l’est du Nigeria, le blues ibo ou igbo blues est une version du highlife. Ce style prend des accents bluesy sous les doigts experts des guitaristes ibos surnommés les « Ibo Minstrels ».

## Sources
- Le blues ibo